# I fantasmi non possono farlo
I fantasmi non possono farlo (Ghosts Can't Do It) è un film del 1989 diretto da John Derek.
Come per il suo film precedente, Bolero Extasy, la critica stroncò il film tanto che Derek, per la seconda volta in pochi anni, "vinse" il poco ambito Razzie Award nella categoria "Peggior regista".

## Trama
Una vedova inconsolabile, dalle forme extra e dal desiderio inesausto, non sa rinunciare alla felicità perduta. 
Il suo desiderio più forte sarebbe quello di riavere il marito o magari di "trapiantare" lo spirito dell'amatissimo consorte nel corpo di un altro uomo. 
Ma l'operazione si potrà fare soltanto quando avrà trovato un maschio dalle forme perfette.

## Riconoscimenti
- Razzie Award
  - Razzie Award al peggior film
  - Razzie Award al peggior regista
  - Razzie Award alla peggior attrice protagonista
  - Razzie Award al peggior attore non protagonista
  - Nomination Razzie Award alla peggior attrice non protagonista
  - Nomination Razzie Award al peggior esordiente
  - Nomination Razzie Award alla peggior sceneggiatura